# Codex Palatinus germanicus 324
Der Codex Palatinus germanicus 324 (auch Cod. Pal. germ. 324 und Cpg 324) ist eine illustrierte Papierhandschrift des Virginal, die zwischen 1444 und 1448 in der Hagenauer Werkstatt des Diebold Lauber hergestellt worden ist. Sie ist seit 1556/1559 in der Heidelberger Schlossbibliothek nachweisbar. 1581 war sie in der Heiliggeistbibliothek, der öffentlichen zugänglichen Bibliotheca Palatina. Von 1622 war sie mit den Büchern der Palatina in Rom in der Vatikanischen Bibliothek, bis 1816 die deutschsprachigen Handschriften an Heidelberg zurückgegeben wurden.
Der Text wurde von drei verschiedenen Händen in niederalemannischer Schreibsprache in Bastarda eingetragen, an den 46 kolorierten Federzeichnungen waren drei Zeichner beteiligt. Auf der Initialseite (fol. 1r) kam Textura zur Anwendung, die rote Initiale D umfasst neun Zeilen, weist Rankenwerk und im Inneren des Buchstaben einen Wilden Mann auf.